# کریستین بودریاس
کریستین بودریاس (انگلیسی: Christine Boudrias؛ زادهٔ ۳ سپتامبر ۱۹۷۲) اسکیت‌باز سرعت اهل کانادا است.